# Station Poelchaustraße
Poelchaustraße is een station van S-Bahn van Berlijn, gelegen in het Berlijnse stadsdeel Marzahn. Het station kwam in gebruik op 29 september 1979 en werd toegevoegd aan het reeds drie jaar eerder geopende traject Friedrichsfelde Ost - Marzahn. Aanvankelijk droeg het station de naam Karl-Maron-Straße; deze naar de DDR-politicus Karl Maron genoemde straat werd in 1992 echter omgedoopt tot Poelchaustraße.
Toen de S-Bahnverbinding naar Marzahn (de huidige lijn S7) in 1976 in gebruik werd genomen, was het stadsdeel nog volop in ontwikkeling. Om deze reden werd station Poelchaustraße (Karl-Maron-Straße) pas geopend in 1979, toen de omgeving voldoende bebouwd en bewoond was. In hetzelfde jaar werd het nieuwbouwgebied Marzahn een zelfstandig stadsdistrict.
Station Poelchaustraße ligt parallel aan de Märkische Allee, de westelijke randweg van Marzahn, en net voorbij de splitsing van de lijnen S7 en S75. Een voetgangerstunnel verbindt het volledig overdekte eilandperron met de woonwijken aan de oostzijde van het station. Het gebied ten westen van het spoor wordt gedomineerd door industrie.